# Москва (гребной канал)
Москва (устар. Крылатское) — гребной канал в районе Крылатское Западного административного округа города Москвы. Был сооружён в 1972—1973 годах для проведения состязаний 63-го чемпионата Европы по академической гребле, в 1980 году на канале проходили соревнования по академической гребле (с 20 по 27 июля) и гребле на байдарках и каноэ (с 30 июля по 2 августа) в рамках летних Олимпийских игр. В 2011—2014 годах канал был модернизирован для соответствия современным требованиям спортивных федераций, и принял ряд международных соревнований по гребле на байдарках и каноэ.

## История

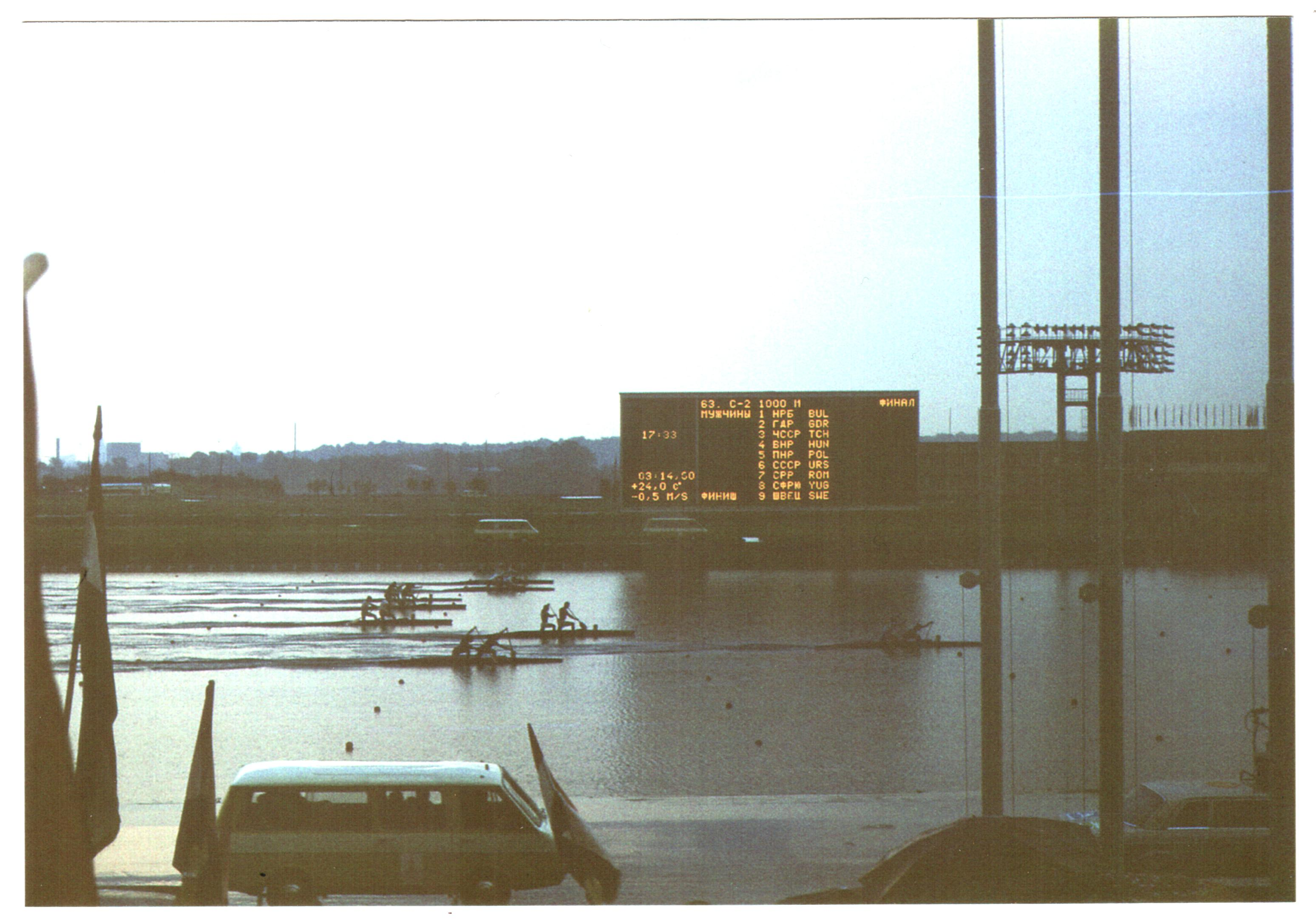
Олимпийские игры 1980 года, табло напротив крытой трибуны

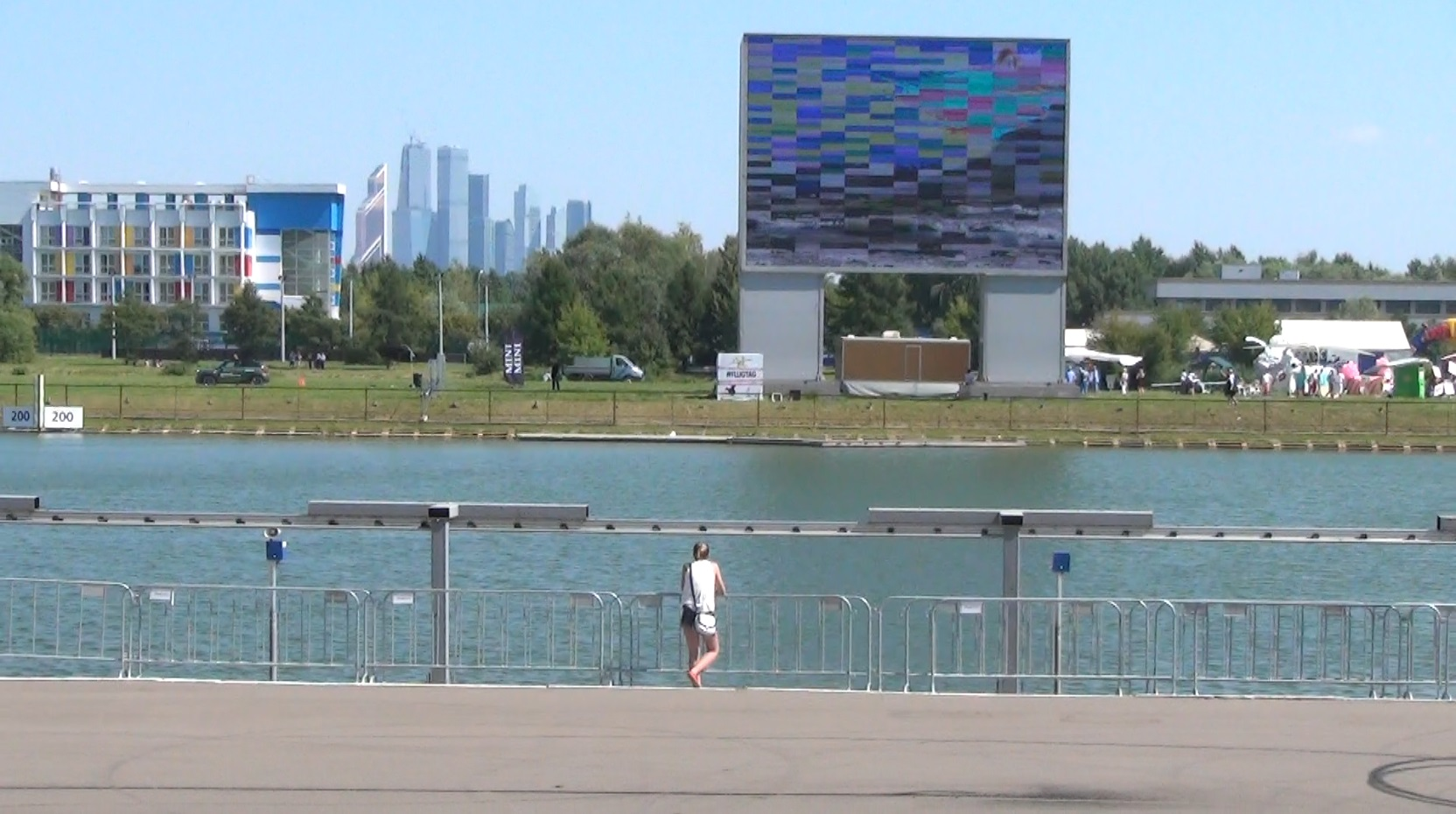
Экран напротив крытой трибуны, 2015 год

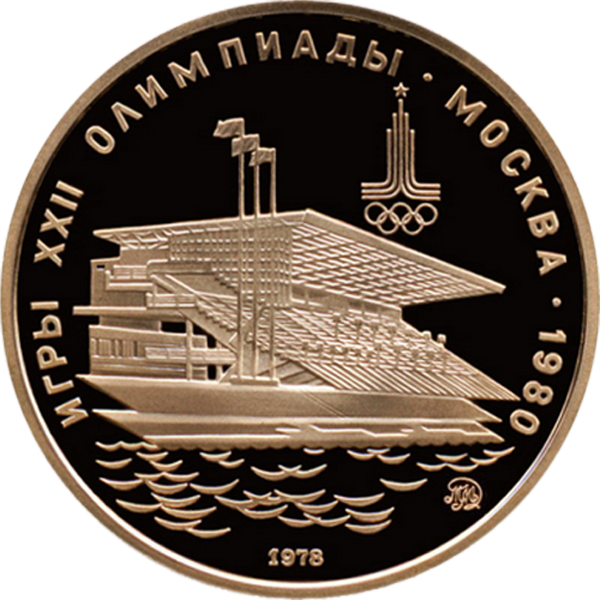
Гребной канал на реверсе памятной золотой 100-рублёвой монеты

Гребной канал в Крылатском был сооружён в 1972 - 73 гг. к 63-му чемпионату Европы по академической гребле по проекту архитекторов В. Кузьмина, В. Колесника, И. Рожина и А. Ястребова, инженеров В. Васильева, А. Кондратьева, С. Гомберга и В. Гофмана (по иным сведениям, над проектом работали архитекторы Е. Горкин, Л. Зорин и В. Краснощёков). Для канала протяжённостью 2,3 километра и шириной 125 метров было проложено искусственное русло глубиной 3,5 метра, а параллельно с основным каналом был проведён возвратный, по которому гребцы могли возвратиться к стартовой точке, не мешая проведению гонок на основной трассе. У московских гребцов впервые появилось полноценное сооружение для соревнований, закрытое от ветра холмами Крылатского. До его возведения состязания проходили в Серебряном бору или под Нескучным садом, где помимо ветра спортсменам мешали боковые волны от проходящих судов.
В финишной зоне канала была возведена уникальная с инженерной точки зрения трибуна на 3400 мест с 18-метровым козырьком, конструкция которой сзади опиралась на консольные опорные ноги, а спереди поддерживалась стальными оттяжками, так что гребёнка трибуны не касалась земли. Фактически сооружение уравновешивало само себя, а избыточную нагрузку компенсировали шарниры в опорах, но для безопасности была добавлена дополнительная точка опоры — служебный корпус. Чтобы обеспечить наилучший обзор, трибуна была развёрнута к трассе под углом 8°. Архитекторы особо гордились тем, что в отличие от авторов спортивных сооружений Олимпийских игр 1972 года в Мюнхене смогли «спрятать» финишную вышку в трибуну, чтобы не закрывать зрителям обзор. Поскольку уровень канала в Крылатском был на 4 метра выше уровня реки, для подачи воды летом и спуска зимой была разработана специальная система водозабора, а для предотвращения цветения воды — очистные сооружения.

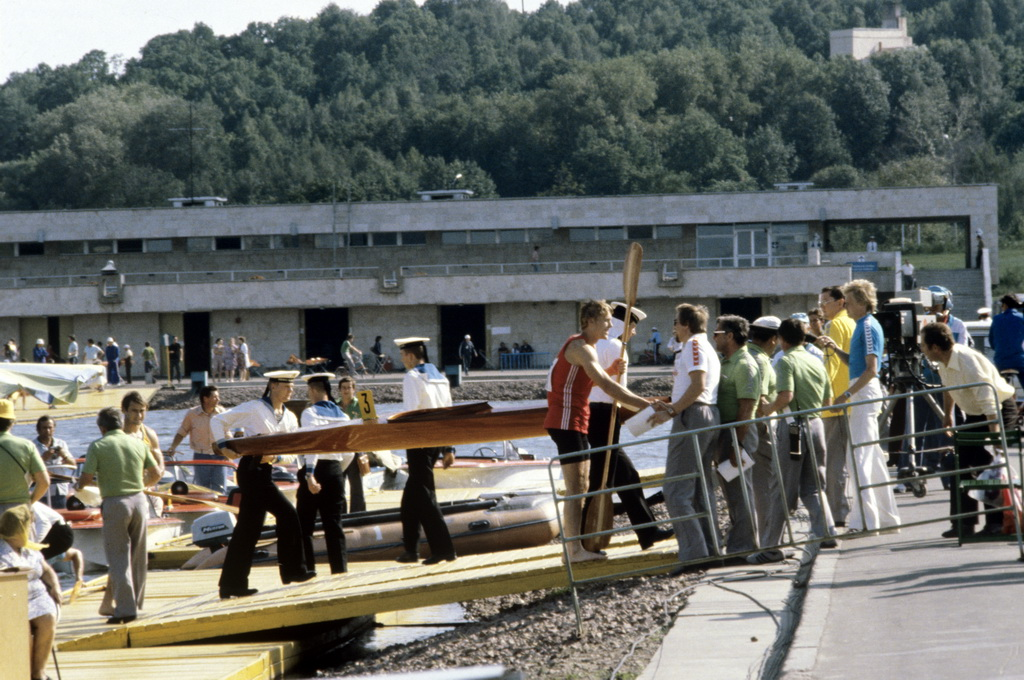
Гребной канал в Крылатском. Журналисты приветствуют трёхкратного олимпийского чемпиона Владимира Парфеновича. 1 августа 1980 года

Канал снискал любовь спортсменов, хорошо зарекомендовал себя и был включён в список объектов Олимпиады-80. Кроме того, местность понравилась чиновникам, и поблизости был возведён Крылатский велотрек, а на окружающих холмах раскинулась открытая велодорога. После Олимпийских игр на Гребном канале были проведены соревнования «Дружба-84» по академической гребле, проходили состязания союзного значения, а в 1988 году состоялась Большая московская регата. Какое-то время вокруг канала планировалось разбить парк водных видов спорта и всесоюзный палаточный лагерь, но проект так и не был воплощён, а в Крылатском вырос жилой район. Несмотря на то, что в 1990-х годах гребной канал принимал соревнования, к этому времени он устарел с моральной и технической точек зрения. В 2010 году российские спортивные ведомства договорились о проведении на базе гребного канала ряда крупных спортивных состязаний в 2012—2014 годах, после чего было принято постановление о реконструкции.
Работы первого этапа начались в ноябре 2011 года, велись в сжатые сроки и холодные месяцы, когда температура опускалась до −30 °C, и были завершены к маю 2012 года. За полгода были прорыты 2 соединительных рукава между основным и возвратным каналами, устроены 2 моста, отремонтирована трибуна, комментаторские кабинки и административный корпус, реконструированы старые и построены новые эллинги, организованы новые раздевалки и комнаты отдыха для спортсменов, на финишной прямой был смонтирован 250-метровый монорельс для видеосъёмки, а перед трибуной появился информационный экран. Несмотря на то, что авторы первоначального проекта гребного канала намеренно отказались от отдельной финишной вышки, «Моспроект-2» спроектировал и построил 5-этажную финишную вышку, соответствующую требованиям Международной федерации каноэ. 2—3 июля 2012 года гребной канал в Крылатском принял второй этап Кубка мира по гребле на байдарках и каноэ.
На втором этапе реконструкции было возведено 4-этажное общежитие, рассчитанное на пребывание 100 спортсменов, с буфетом и конференц-залом, были модернизированы гребные бассейны, спортивные залы, медико-восстановительный центр. 6—10 августа 2014 года канал принял чемпионат мира по гребле на байдарках и каноэ. Реконструкция была высоко оценена профильными спортивными организациями: Международная федерация каноэ признала новый комплекс лучшим в мире. На осень 2017 года было запланировано открытие ещё одного объекта — спортивного центра на 300 человек с 2 бассейнами (25×16 и 10×6 метров), тренажёрным залом, сауной и медицинским кабинетом.

### Международные соревнования
- Чемпионат Европы по академической гребле 1973
- Академическая гребля на летних Олимпийских играх 1980
- Гребля на байдарках и каноэ на летних Олимпийских играх 1980
- Соревнования «Дружба-84» по академической гребле
- Чемпионат мира по гребле на байдарках и каноэ 2014

## Описание
Гребной канал проходит по искусственному руслу в Татаровской пойме Москвы-реки. Параллельно основному руслу расположено возвратное, обеспечивающее возможность не только проводить соревнования по академической гребле и гребле на байдарках и каноэ, но и организовывать кольцевые эстафеты. Длина канала 2300 метров, ширина основного русла — 125 метров, возвратного — 75 метров, глубина — от 3 до 3,5 метров. Ширина позволяет разместить в основном русле 6 дорожек для академической гребли и 9 — для соревнований на байдарках и каноэ. Вместимость крытой трибуны в финишной зоне — 3400 мест.

## Транспорт
Ближайшими станциями метро являются «Молодёжная» и «Крылатское», остановками общественного транспорта — «Гребной канал» и «Крылатский мост». От обеих станций метро до остановки «Гребной канал» курсируют автобусы № 229 и № 829, до остановки «Крылатский мост» автобусы № 391 и № 691 от станции метро «Молодёжная» и автобус № т19 от станции метро «Крылатское».